# Niers
El Niers és un riu de 116 km que neix a Erkelenz en Alemanya i es desemboca al Mosa a Gennep als Països Baixos. Del curs total, només els últims 8 km són al territori neerlandès.

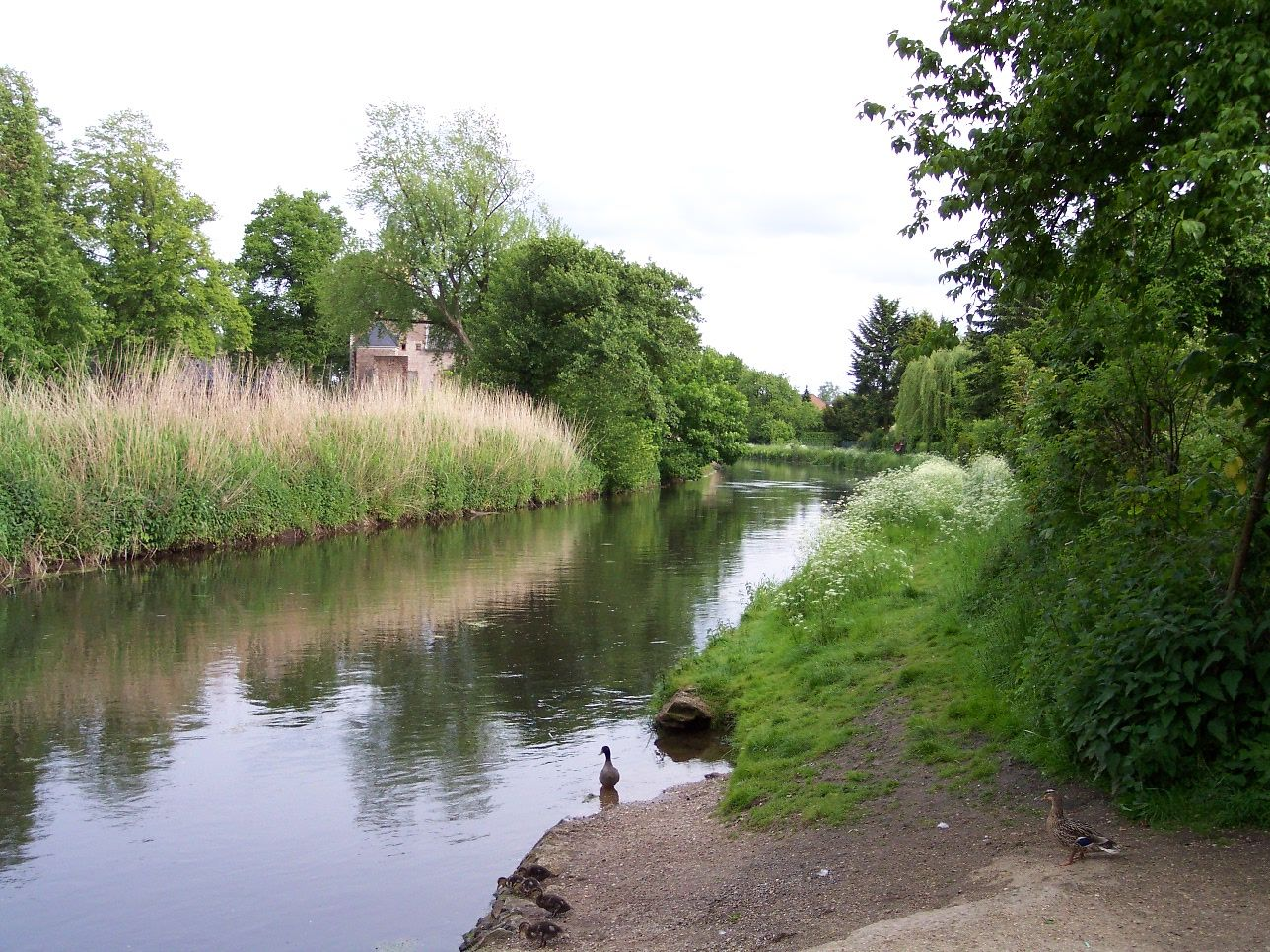
El Niers a Weeze

 Les principals ciutats al Niers són Mönchengladbach, Viersen, Wachtendonk, Geldern, Goch i Gennep. A les seves ribes van construir-se 52 molins d'aigua.
Per la industrialització dels segles xix i xx, (particularment les fàbriques de Mönchengladbach, que van vessar sense remordiments tots els residus de tanins i colorants de tèxtil) la flora i la fauna tradicional va gairebé desaparèixer i el riu va transformar-se en claveguera a cel obert. Des de la fi del segle xx, van construir-se moltes estacions d'epuració i els vessaments van ser controlats severament. A poc a poc, la vida torna al riu: el nombre i la diversitat de peixos i de plantes va augmentant cada dia més. Avui, l'aigua depurada forma la font principal del cabal, com que s'extrauen uns 65 millions de metres cúbics d'aigua potable a la regió dels seus fonts.

## Afluents
El riu té molts afluents i petits rierols. Els més importants són: 
- El Moorbeek
- El Kendel
- El Nette
- El Gladbach

| \| \| Afluents del Mosa en orde davall->damunt \| |                                          |
| Dieze - Niers - Swalm - Roer - Geleenbeek- Geul - Jeker - Voer - Berwijn - Julienne - Llègia - Ourthe - Hoyoux - Mehaigne - Samson -Sambre - Bocq - Burnot - Molignée - Lesse - Viroin - Semois - Bar - Kuer (Chiers) |                                          |
| Vegeu també : • Mosa • França • Bèlgica • Països Baixos |                                          |
| | Afluents del Mosa en orde davall->damunt |